# Bahnhof Berlin Mehrower Allee
Berlin Mehrower Allee ist ein Haltepunkt der Berliner S-Bahn im Berliner Ortsteil Marzahn. Der S-Bahnhof befindet sich im Westen Marzahns an der Wriezener Bahn und wird östlich von der Märkischen Allee begrenzt, von Westen führt die Wolfener Straße zum Bahnhof. Er verfügt über einen Ausgang in der Bahnsteigmitte.

## Geschichte
Der Bahnhof wurde als Marzahn-Nord geplant und als Otto-Winzer-Straße am 15. Dezember 1980 eröffnet. Die am nördlichen Bahnsteigende sitzende Bahnhofsaufsicht fertigte die Züge sowohl vor Ort als auch mittels Fernbeobachtungsanlage am S-Bahnhof Bruno-Leuschner-Straße (heute: Raoul-Wallenberg-Straße) ab.
Die S-Bahn verfügte zunächst nur über das stadtauswärtige Gleis, während die Fernzüge der Wriezener Bahn über das spätere stadteinwärtige Gleis Richtung Marzahn fuhren. Ab dem 1. Februar 1981 war der Haltepunkt Endstation für die aus Werneuchen kommenden Fernzüge, die zuvor bis Marzahn durchfuhren. Mit der Verlängerung der S-Bahn-Strecke bis Ahrensfelde verlegte die Deutsche Reichsbahn den Endpunkt der Fernzüge dorthin und nahm gleichzeitig das zweite Streckengleis in Betrieb.
Am 31. Januar 1992 erfolgte die Umbenennung in Mehrower Allee. Aus Rationalisierungsgründen ist die Aufsicht seit 2005 nicht mehr besetzt. Der Bahnhof besitzt keinen Aufzug, sondern lediglich Rampen für mobilitätseingeschränkte Reisende.
Bis Ende 2020 wurde der Bahnhofsvorplatz neu gestaltet. Die vorhandenen Skulpturen von Silvia Hagen wurden umgesetzt und bilden – gerahmt von einer neuen dreiteiligen Pergola – das Zentrum der Platzgestaltung. Hinzu kamen passende Einbauten wie ein Tanzglockenspiel, Sitzgelegenheiten, eine Litfaßsäule sowie Fahrradabstellplätze. Die Wege um die Rasenfläche wurden befestigt und barrierefrei gestaltet sowie eine Baumreihe zum Supermarkt hin angepflanzt.

## Anbindung
Am Bahnhof Mehrower Allee hält die Linie S7 der S-Bahn Berlin und es besteht ein Übergang zu den Omnibuslinien X69 und 197 der Berliner Verkehrsbetriebe.
| Linie | Verlauf |
| ----- | --- |
|       | Potsdam Hauptbahnhof – Babelsberg – Griebnitzsee – Wannsee – Nikolassee – Grunewald – Westkreuz – Charlottenburg – Savignyplatz – Zoologischer Garten – Tiergarten – Bellevue – Hauptbahnhof – Friedrichstraße – Hackescher Markt – Alexanderplatz – Jannowitzbrücke – Ostbahnhof – Warschauer Straße – Ostkreuz – Nöldnerplatz – Lichtenberg – Friedrichsfelde Ost – Springpfuhl – Poelchaustraße – Marzahn – Raoul-Wallenberg-Straße – Mehrower Allee – Ahrensfelde |